# Bajera
Bajera is een bestuurslaag in het regentschap Tabanan van de provincie Bali, Indonesië. Bajera telt 4339 inwoners (volkstelling 2010).